# Легка атлетика на літніх Олімпійських іграх 2008 — естафетний біг 4×100 метрів (жінки)
Змагання в естафеті 4х100 метрів серед жінок на Літніх Олімпійських іграх 2008 у Пекіні проходили 21 та 22 серпня  на Пекінському національному стадіоні.

## Медалісти
| Золото                                                      | Срібло                                                                                  | Бронза                                                                        |
| Бельгія Олівія Борле Ганна Марієн Елоді Уедраоґо Кім Геварт | Нігерія Франка Ідоко Глорія Кемасуоде Галімат Ісмаїла Олудамола Осайомі Агнес Осазува * | Бразилія Роземарі Коельо Нето Лусімар де Моура Таїсса Престі Розангела Сантос |

(*) Брала участь лише в першому раунді.

## Кваліфікація учасників
16 команд, допущених до участі у змаганнях, були відібрані за середнім з двох найкращих результатів, показаних у кваліфікаційний період з 1 січня 2007 року по 23 липня 2008 року. Збірні Фінляндії та Куби кваліфікувалися, але не взяли участі у змаганнях, і були замінені збірними Таїланду і Нігерії (остання у підсумку посіла третє місце).

## Рекорди
Дані наведено на початок Олімпійських ігор. 
| Світовий рекорд     | НДР Ромі Мюллер Сабіне Гюнтер Інгрід Ауерсвальд Марліс Гер  | 41,37 | Канберра (Австралія) | 6 жовтня 1985 року |
| Олімпійський рекорд | НДР Бербель Векель Марліс Гер Інгрід Ауерсвальд Ромі Мюллер | 41,60 | Москва, СРСР         | 1 серпня 1980 року |

За підсумками змагань рекорди не змінилися.

## Змагання

### Перший раунд
Перші три команди з кожного забігу незалежно від показаного часу автоматично потрапляють у фінал змагань. Крім того, туди потрапляють дві команди, які показали найкращий час серед всіх інших.
Використані такі скорочення:
- Q — кваліфіковані за місцем у забігу
- q — кваліфіковані за часом
- SB — найкращий результат у сезоні
- PB — найкращий результат у кар'єрі
- NR — національний рекорд
- AR — рекорд континенту
- DNS — не вийшли на старт
- DNF — не фінішували
- DQ — дискваліфіковані